# Pfarrhaus Menning (Vohburg an der Donau)
Das Pfarrhaus in Menning, einem Stadtteil von Vohburg an der Donau im oberbayerischen Landkreis Pfaffenhofen an der Ilm, wurde wohl Ende des 17. Jahrhunderts errichtet. Das Pfarrhaus an der Kirchstraße 4, neben der katholischen Pfarrkirche St. Martin, gehört zu den geschützten Baudenkmälern in Bayern.
Der zweigeschossige Steilsatteldachbau mit Eckerker besitzt vier zu drei Fensterachsen. Die Südmauer des Pfarrhofs stammt aus dem 18./19. Jahrhundert.